# Écran de vol principal
 (juin 2025).
Si vous disposez d'ouvrages ou d'articles de référence ou si vous connaissez des sites web de qualité traitant du thème abordé ici, merci de compléter l'article en donnant les références utiles à sa vérifiabilité et en les liant à la section « Notes et références ».
Un écran de vol principal, ou Primary Flight Display (PFD) en anglais, est un instrument de bord centralisant sur un écran les principales informations de vol. L'objectif de ce dispositif est de centraliser et de faciliter la lecture d'informations essentielles pour le pilote de l'appareil.
La majorité des avions de ligne, avions d'affaires et avions militaires modernes sont équipés d'une planche de bord tout écran affichant l'écran de vol principal.
Les anciens dispositifs qui étaient alors utilisés précédemment (jauges mécaniques) n'ont pas été complètement éliminés du cockpit malgré l'apparition de l'écran de vol principal, ils sont conservés comme dispositif de secours en cas de panne électrique totale (rendant alors inutilisable les appareils électroniques de vol).

## Composition
Bien que l'écran de vol principal n'utilise pas directement le système anémobarométrique pour afficher physiquement les données de vol, il utilise toujours ce système pour effectuer des mesures d'altitude, de vitesse, de vitesse verticale et d'autres mesures en utilisant précisément la pression atmosphérique. Une centrale aérodynamique analyse les informations et les affiche au pilote dans un format lisible. Un certain nombre de fabricants produisent des écrans de vol principaux dont l'apparence et la fonctionnalité varient légèrement, mais les informations sont affichées au pilote de la même manière. La réglementation de la Federal Aviation Administration (FAA, agence gouvernementale américaine en charge de l'aviation civile) décrit qu'un écran de vol principal comprend au minimum :
- un anémomètre permettant de mesurer la vitesse du vent,
- un indicateur de virage permettant de mesurer la vitesse de rotation autour d'un axe vertical (lacet),
- un indicateur d'attitude, ou horizon artificiel permettant de mesurer l'inclinaison de l'appareil par rapport à l'horizon,
- un indicateur de cap (fonctionnant comme une boussole),
- un altimètre permettant de renseigner l'altitude,
- un variomètre ou indicateur de vitesse verticale, permettant de mesurer la vitesse verticale.

## Disposition

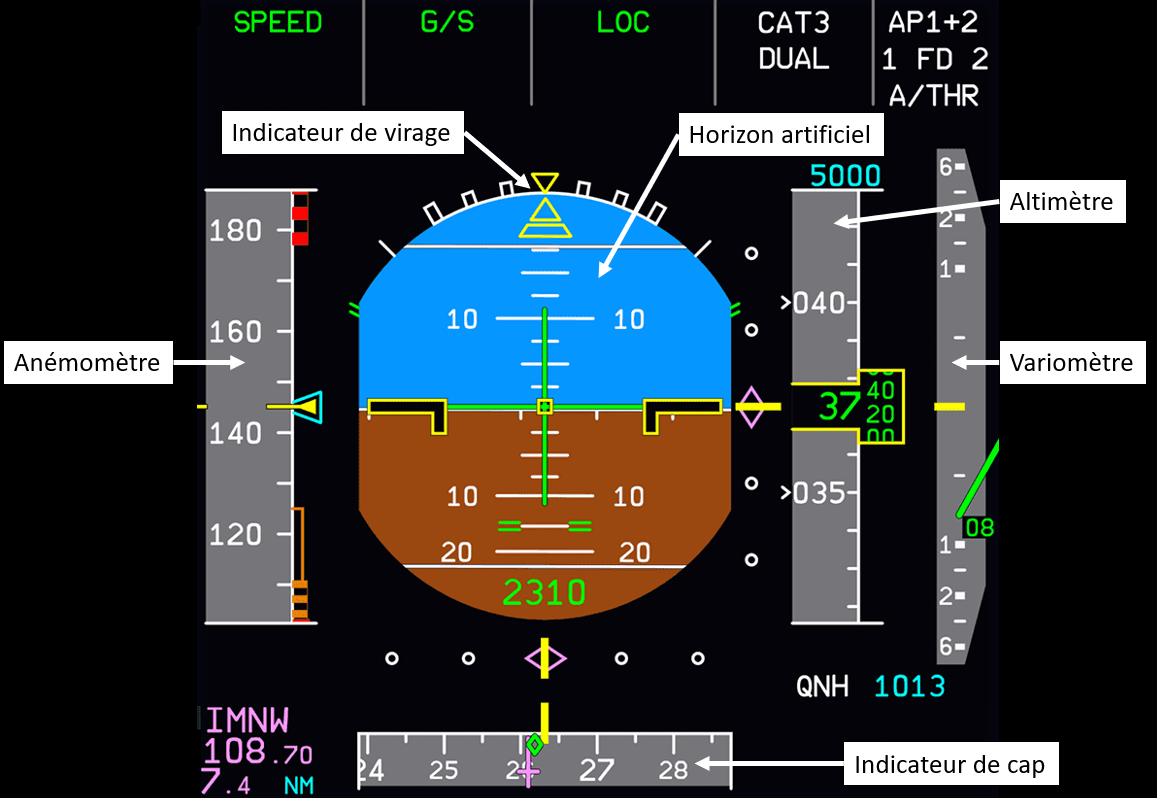
Écran de vol principal d'un Airbus a320neo, détaillant les informations affichées

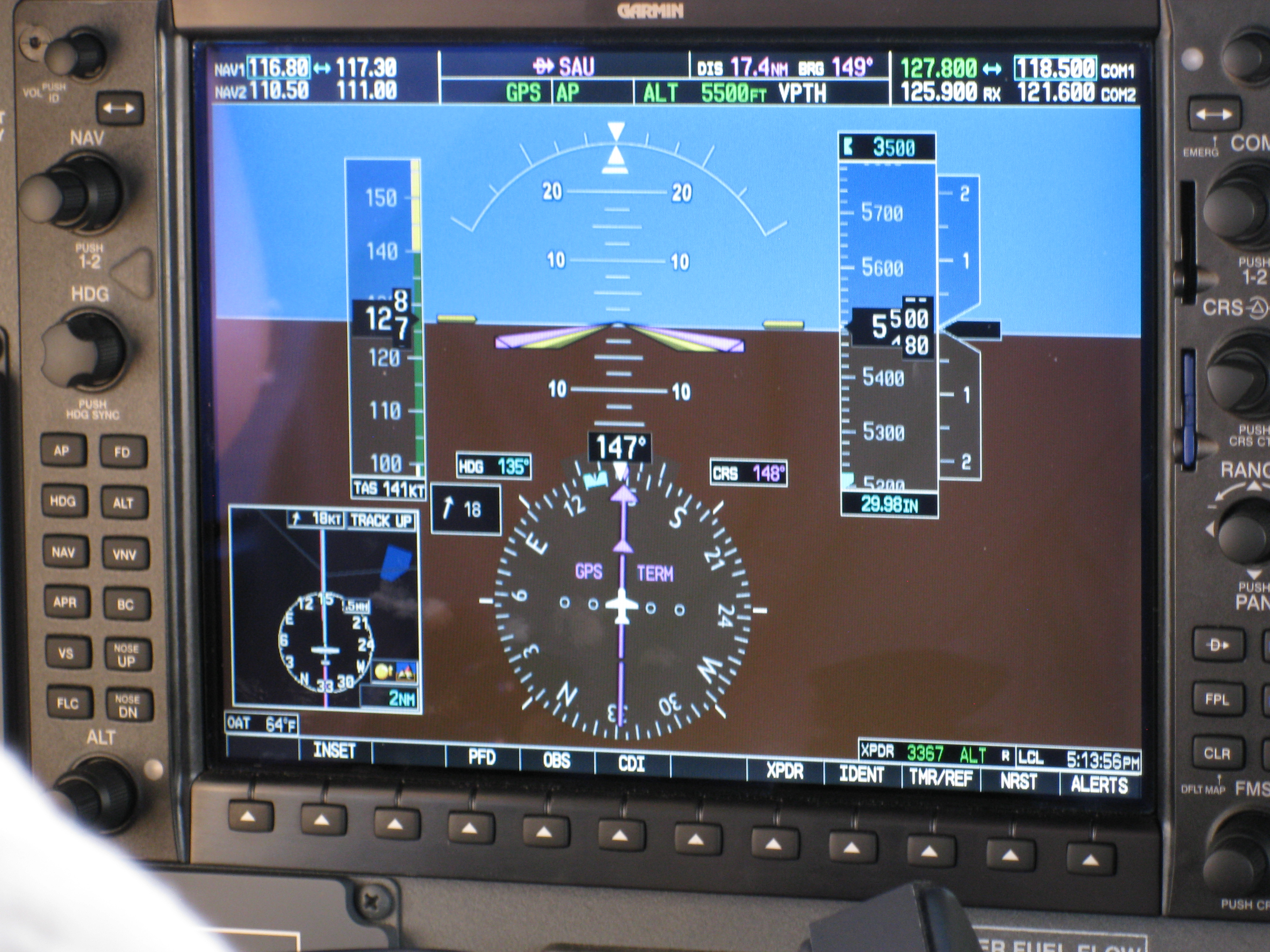
Écran de vol principal d'un Garmin G1000

Les détails de la disposition de l'affichage sur un écran de vol principal peuvent varier énormément, en fonction de l'avion, du constructeur de l'avion, du modèle spécifique, de certains paramètres choisis par le pilote et de diverses options internes sélectionnées par le propriétaire de l'avion (une compagnie aérienne, dans le cas d'un gros avion de ligne). Cependant, la grande majorité des VFI suivent une convention de présentation similaire.
Le centre du PFD contient généralement l'horizon artificiel, qui donne au pilote des informations sur les caractéristiques de tangage et de roulis de l'avion, ainsi que sur l'orientation de l'avion par rapport à l'horizon . Cependant, contrairement à un indicateur d'attitude traditionnel, le gyroscope mécanique n'est pas contenu dans le panneau lui-même, mais constitue plutôt un dispositif distinct dont les informations sont simplement affichées sur l'écran de vol principal. L’indicateur d’attitude est conçu pour ressembler beaucoup aux indicateurs mécaniques traditionnels. D'autres informations qui peuvent ou non apparaître sur ou à propos de l'indicateur d'assiette peuvent inclure l'angle de décrochage, un diagramme de piste, le localisateur ILS et les « aiguilles » de trajectoire de descente, etc. Contrairement aux instruments mécaniques, ces informations peuvent être mises à jour dynamiquement selon les besoins ; l'angle de décrochage, par exemple, peut être ajusté en temps réel pour refléter l'angle d'attaque critique de l'avion dans sa configuration actuelle (vitesse, etc.). L'écran de vol principal peut également afficher un indicateur de la trajectoire future de l'avion (au cours des prochaines secondes), telle que calculée par les ordinateurs de bord, permettant ainsi aux pilotes d'anticiper plus facilement les mouvements et les réactions de l'avion,.
À gauche et à droite de l'horizon artificiel se trouvent généralement respectivement les indicateurs de vitesse et d’altitude . L'anémomètre (à gauche) affiche la vitesse de l'avion en nœuds, tandis que l'indicateur d'altitude (à droite) affiche l'altitude de l'avion au-dessus du niveau moyen de la mer. Ces mesures sont effectuées via le système anémobarométrique de l'avion, qui suit les mesures de pression atmosphérique. Comme dans l'indicateur d'attitude, ces systèmes sont simplement des données affichées des systèmes mécaniques sous-jacents et ne contiennent aucune pièce mécanique. Ces deux indicateurs sont traditionnellement présentés sous forme de « bandes » verticales qui défilent de haut en bas à mesure que l’altitude et la vitesse changent. Ces deux indicateurs peuvent souvent avoir des informations supplémentaires affichant par exemple les vitesses et altitudes importantes, telles que les vitesses caractéristiques, les vitesses à ne pas dépasser pour la configuration actuelle, les vitesses de décrochage, les altitudes et vitesses sélectionnées, etc,.
Le variomètre, habituellement à côté de l'indicateur d'altitude, indique au pilote à quelle vitesse l'avion monte ou descend, ou la vitesse à laquelle l'altitude change. Ceci est généralement représenté par des nombres en « milliers de pieds par minute ». Par exemple, une mesure de « +2 » indique une montée de 2 000 pieds par minute, tandis qu'une mesure de « -1,5 » indique une descente de 1 500 pieds par minute. Il peut également y avoir une aiguille simulée montrant la direction générale et l'ampleur du mouvement vertical.
Au bas de l'écran de vol principal se trouve l'affichage du cap, qui indique au pilote le cap magnétique de l'avion. Cela fonctionne un peu comme une boussole magnétique standard, tournant selon les besoins. Souvent, cette partie de l'écran affiche non seulement le cap actuel, mais aussi la route actuelle (trajet réel au-dessus du sol), le réglage du cap actuel sur le pilote automatique et d'autres indicateurs,.
Bien que l'apprentissage ou la lecture d'un écran de vol principal puisse apparaître complexe, une fois qu'un pilote y est habitué, l'écran de vol principal permet de capter une importante quantité d'informations d'un seul coup d'œil.

## Point de vigilance
Bien que les écrans de vol principaux soient globalement tous ressemblants, dans un souci de praticité et d'uniformisation, certains modèles d'avion ou constructeur d'instruments de vol peuvent afficher des différences : un écran de vol principal peut afficher l'angle d'attaque actuel sous la forme d'un petit cadran près de l'indicateur d'attitude, tandis qu'un autre peut en fait superposer cette information sur l'indicateur d'attitude lui-même. Puisque les différentes caractéristiques graphiques du PFD ne sont pas étiquetées, le pilote doit apprendre à l’avance ce qu’elles signifient.

## Voir également
- Planche de bord tout écran
- Electronic flight instrument system
- instruments de bord